# Дипалпур
Дипалпур (англ. Dipalpur) — город в пакистанской провинции Пенджаб, расположен в округе Окаре.

## Географическое положение
Высота центра НП составляет 169 метров над уровнем моря.

## Демография
Население города по годам:
| 1961 | 1972   | 1981   | 1998   | 2010   |
| ---- | ------ | ------ | ------ | ------ |
| 9452 | 13 933 | 25 237 | 55 687 | 90 936 |